# ناتالی هاجسکین
ناتالی هاجسکین (انگلیسی: Natalie Hodgskin؛ زادهٔ ۲۴ مهٔ ۱۹۷۶) بازیکن سافت‌بال اهل استرالیا است.